# Castello-di-Rostino
Castello-di-Rostino (en cors Castellu di Rustinu) és un municipi sota l'estat francès, situat a Còrsega, al departament d'Alta Còrsega. L'any 1999 tenia 277 habitants. En el seu terme es va celebrar la batalla de Ponte Novu.

## Demografia
| 1962 | 1968 | 1975 | 1982 | 1990 | 1999 |
| ---- | ---- | ---- | ---- | ---- | ---- |
| 303  | 320  | 286  | 274  | 252  | 277  |

## Administració
| Període | Identitat      | Partit | Qualitat |  |
| ------- | -------------- | ------ | -------- |  |
| 2008-   | Antoine Orsini |        |          |  |